# Вале ди Лацаро (Ливорно)
Вале ди Лацаро је насеље у Италији у округу Ливорно, региону Тоскана.
Према процени из 2011. у насељу је живело 281 становника. Насеље се налази на надморској висини од 22 м.